# Armengol Coll y Armengol
Armengol Coll y Armengol CMF (ur. 11 stycznia 1859 w Ivars d’Urgell, zm. 21 kwietnia 1918 w Santa Isabel) – hiszpański duchowny rzymskokatolicki, klaretyn, misjonarz, etnolog, prefekt apostolski Wysp Annobon, Corisco i Fernando Poo i wikariusz apostolski Fernando Poo, założyciel Zgromadzenia Misjonarek Maryi Niepokalanej.

## Biografia
Urodził się w rodzinie rolników. 15 września 1870 rozpoczął naukę w niższym seminarium w Solsonie. 15 sierpnia 1876 zdecydował się zostać misjonarzem. Wyjechał do Thuir we Francji, gdzie na wygnaniu przebywali klaretyni. Wstąpił tam do nowicjatu i 15 października 1877 złożył śluby zakonne.
24 września 1881 w Barcelonie otrzymał święcenia prezbiteriatu i został kapłanem Zgromadzenia Misjonarzy Synów Niepokalanego Serca Błogosławionej Maryi Dziewicy. 19 października 1883, mając zaledwie 25 lat, został mianowany przełożonym wspólnoty klaretyńskiej w La Selva del Camp. W 1886 został przełożonym dużego domu formacyjnego w Alagón.
W sierpniu 1890 papież Leon XIII mianował go prefektem apostolskim Wysp Annobon, Corisco i Fernando Poo. 10 maja 1904 prefektura apostolska Wysp Annobon, Corisco i Fernando Poo została podniesiona do rangi wikariatu apostolskiego. Tym samym o. Coll y Armengol został wikariuszem apostolskim Fernando Poo oraz biskupem tytularnym Thigniki. 19 czerwca 1904 przyjął sakrę biskupią z rąk prefekta Kongregacji Rozkrzewiania Wiary kard. Girolamo Marii Gottiego OCD. Współkonsekratorami byli sekretarz Kongregacji ds. Obrzędów abp Diomede Panici oraz biskup tytularny Troasu Raffaele Virili.
7 października 1909 bp Coll y Armengol wraz z m. Imeldą Makole założył Zgromadzenie Misjonarek Maryi Niepokalanej. W 1914 erygował pierwsze w Gwinei Hiszpańskiej seminarium duchowne kształcące rodzime duchowieństwo.
Biskup prowadził eksperymentalne gospodarstwo rolne w Banapá, gdzie promował nowoczesne metody uprawy. Edytował słowniki i pisma w językach lokalnej ludności. Publikował szczegółowe mapy geograficzne kolonii. Utworzył czasopismo „La Guinea Española”. Promował badania lingwistyczne, geograficzne i etnologiczne. Bronił miejscowej ludności.